# Kanton Mérignac-1
Kanton Mérignac-1 (fr. Canton de Mérignac-1) je francouzský kanton v departementu Gironde v regionu Akvitánie. Tvoří ho část obce Mérignac.